# 辛克莱·刘易斯
辛克莱·刘易斯（英語：Sinclair Lewis，1885年2月7日—1951年1月10日），美国小说家、短篇故事作家、剧作家，在1930年因“他充沛有力、切身和动人的叙述艺术，和他以机智幽默去开创新风格的才华”获得诺贝尔文学奖，是第一个获得该奖项的美国人。他的作品深刻而批判性地描述美国社会和资本主义价值，代表作有《自由的國度》（1919年）、《大街》（1920年）和《巴比特》（1922年）等。
「劉易斯一生的創作態度是十分嚴謹的，每寫一書，他都認真總結自己的生活經歷，訪問各種人物，實地調查市鎮歷史，讀上百本和創作主題有關的書籍和手記。正因如此，劉易斯寫的《大街》、《巴比特》成為美國城鎮社會生活的百科全書。此外，劉易斯是一位諷刺藝術大師，在他的各部小說中，劉易斯都極其自如地運用方言、反諷、對比、誇張、譬喻、笑談、警語、刻薄等手法，自然妥帖、幽默詼諧地傳達出人物的舉止動態，令人在忍悛不禁中陷入沉思。」(孟憲忠語)

## 作品的中譯

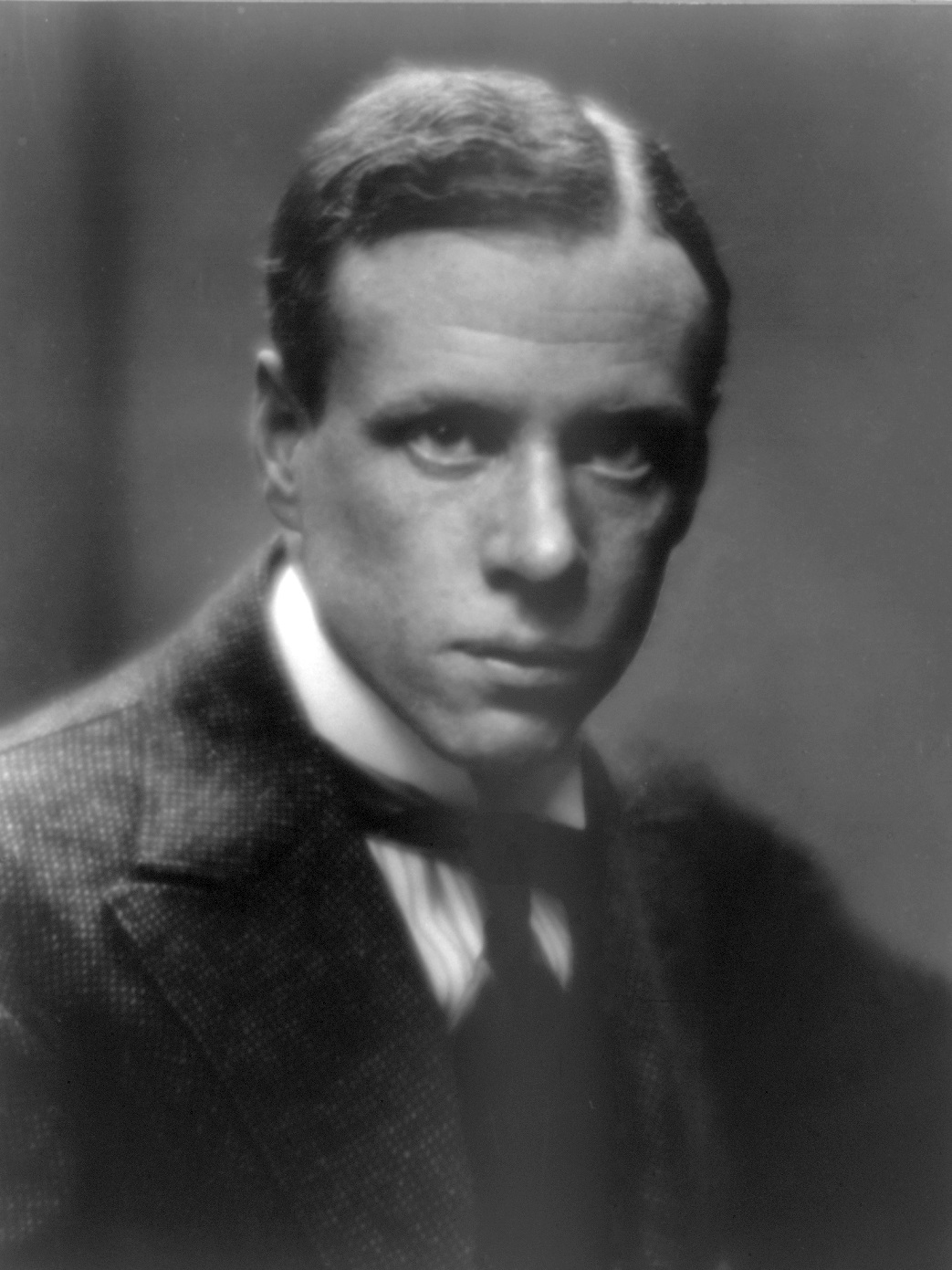
辛克莱·刘易斯

- 辛克莱·刘易斯諾貝爾文學獎全集編譯委員會/編譯，《路易士(1930)》，台北市：九華出版，1981年。
- 茅及銓/譯，《孽海痴魂》，台北市：皇冠出版社，1991年。
- 孫主民/譯，《大街》，台北市：五洲，1974年。
- 先信/譯，《大街》，香港九龍：今日世界出版：台北市：學生英文雜誌總代理，1981年。
- 潘慶舲/譯，《大街》，上海市：譯文，1993年。
- 樊培緒/譯，《大街》，南京市：譯林出版社，2005年。
- 潘慶舲/譯，《大街》，北京市：華夏出版社，2008年。
- 潘慶舲/譯，林素英/導讀，《巴比特》，台北市：桂冠，1995年。
- 潘慶舲、姚祖培/譯，《巴比特》，北京市：外國文學出版社，2002年。